# GNU Chess
GNU Chess est un programme informatique pour jouer aux échecs.

## Historique
GNU Chess est un des plus vieux programmes d'échecs pour Unix et il a été porté sur de nombreux environnements. Le projet GNU Chess est l'un des plus vieux paquets GNU ; il a été créé en 1984. La première version a été écrite par Stuart Cracraft. Toutes les versions suivantes et précédant la version 5 ont été écrites par John Stanback.
GNU Chess est un logiciel libre, sous les termes de la licence licence publique générale GNU, maintenu par la collaboration de développeurs. Ne disposant que d'une saisie des coups en ligne de commande, il peut être considéré comme un moteur d'échecs. Il est souvent utilisé avec un environnement graphique comme XBoard ou GlChess pour la 3D.
En 1998-1999, GNU Chess a subi une transition vers la version 5. La version 5 consistait essentiellement à réécrire GNU Chess sur de nouvelles bases pour éliminer le code spaghetti et remplacer les structures de données désuètes par des techniques d'exécution de programmes d'échecs plus avancées. Ces dernières incluaient l'utilisation des structures bitboard, un algorithme de recherche appelé Principal Variation Search (une variation de l'élagage alpha-bêta par le professeur Tony Marsland), et une full end-leaf evaluation. Le principal auteur de la version 5 était Chua Kong-Sian.
Il utilise également d'autres techniques pour obtenir ses performances, comme une bibliothèque d'ouvertures (générée par l'étude de parties  de maîtres pour aider à bien débuter, et des tables de hachage stockant des positions analysées pour empêcher le gaspillage de temps d'analyses déjà effectuées).

## Caractéristiques techniques
GNU Chess 6 est basé sur la version libre Fruit 2.1.
Cette version 6 supporte les deux principaux protocoles de communication pour moteur d'échecs:
- Chess Engine Communication Protocol
- Universal Chess Interface